# Passo di Van Reenen
Il passo di Van Reenen è un passo dei monti dei Draghi nel Sudafrica che separa le provincie di KwaZulu-Natal e Free State. Si trova lungo la strada nazionale N3 ad una altitudine di 1.690 m s.l.m.
Il passo di Van Reenen è sempre stato uno dei principali punti di passaggio fra il territorio dell'Orange e il Natal per merci, uomini ed animali che lo attraversavano fin dai tempi più remoti per le migrazioni stagionali fra zone temperate e zone continentali.
La zona attraversata dal passo era originariamente conosciuta come Underberg. L'importanza del passo crebbe enormemente verso la metà del 1800 quando divenne un punto di passaggio obbligato per i carri provenienti dai porti della costa del Natal che trasportano i rifornimenti alla miniere d'oro e diamanti scoperte nel territorio del Transvaal. Il governo britannico della allora Colonia del Natal decise quindi di costruire una strada che attraversasse il passo. La strada venne costruita nel 1856 ed il passo prese il nome attuale in ringraziamento di un allevatore che abitava ai piedi del passo, Frans Van Reenen, che con la sua profonda conoscenza del territorio ebbe un ruolo fondamentale nella pianificazione del percorso stradale che portava al passo. Nel 1892 venne realizzata anche una linea ferroviaria che attraversava il passo e con essa si costituì l'attuale villaggio di Van Reenen.
Nel 1892 venne costruito in cima al passo un hotel di nome Van Reenen Hotel che durante la seconda guerra boera fu utilizzato dalle truppe britanniche come quartier generale. L'albergo fu rinominato nel 1948 Green Lantern Inn, nome con il quale è tuttora conosciuto.

## LLandaff Oratory

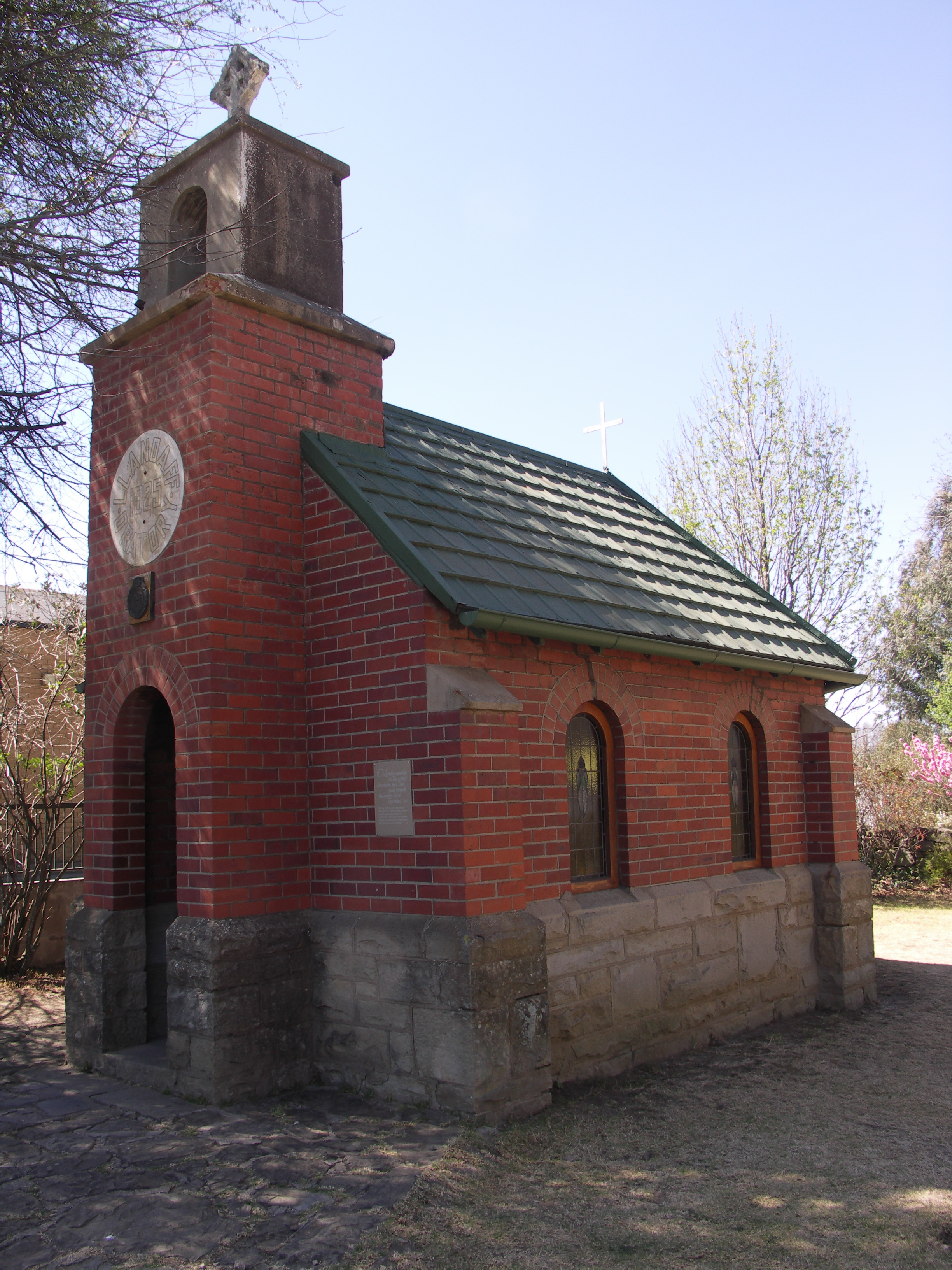
LLandaff Oratory a Van Reenen

Nel villaggio di Van Reenen si trova il LLandaff Oratory, una piccola chiesa cattolica definita monumento nazionale sudafricano. Fu costruita nel 1925 dal padre in onore del figlio Matthew Llandaff, morto mentre cercava di salvare la vita di 8 persone vittime di un incidente nella miniera di Burnside Colliery, il 19 marzo 1925.
La chiesa ha 8 posti a sedere ed è ispirata architettonicamente ad un'ala della cattedrale cattolica di San Davide a Cardiff.